# Chauchina
Chauchina és un municipi andalús situat en la part occidental de la Vega de Granada (província de Granada), en el sud-est d'Espanya. Limita amb els municipis de Fuente Vaqueros, Santa Fe, Chimeneas i Cijuela.
Pel seu terme municipal discorre el riu Genil. L'ajuntament està format pels nuclis de Chauchina, Romilla, i Romilla la Nueva. El sector econòmic principal és l'agricultura, sent els cultius de regadiu com la ceba i l'olivera i els de secà com l'ordi, els quals recullen major superfície plantada. L'Aeroport de Granada està situat en aquest terme municipal.